# Futureworld
Futureworld (bra: Ano 2003 - Operação Terra; prt: Fuga do Espaço) é um filme estadunidense de 1976, dos gêneros ficção científica e suspense, dirigido por Richard T. Heffron, com roteiro de George Schenck e Mayo Simon.
Embora Futureworld seja uma sequência de Westworld (1973), o nome de Michael Crichton (criador e diretor) não aparece nos créditos. O filme é estrelado por Peter Fonda, Blythe Danner, Arthur Hill, Stuart Margolin, John Ryan e Yul Brynner, que aparece rapidamente numa sequência de sonhos. 

## Sinopse
Após o fracasso do parque de diversões Delos, que abalou a credibilidade da corporação responsável e causou prejuízos enormes, um bilhão e quinhentos milhões de dólares foram investidos para refazer todo o centro. Chuck Browning, um repórter pouco lido, e Tracy Ballard, uma entrevistadora de enorme popularidade, são convidados a fazerem uma reportagem para que atestem que tudo agora é seguro. Porém logo os dois jornalistas desconfiam que há algo muito estranho e descobrem que há um plano para substituir os principais líderes do mundo por andróides perfeitos. Inclusive existem cópias deles mesmos, com os robôs sendo programados para jamais criticarem o parque Delos e acatarem todas as ordens que de lá venham. 

## Elenco
| Nome               | Personagem                |
| ------------------ | ------------------------- |
| Peter Fonda        | Chuck Browning            |
| Blythe Danner      | Tracy Ballard             |
| Arthur Hill        | Dr. Duffy                 |
| Yul Brynner        | O Pistoleiro              |
| John P. Ryan       | Dr. Schneider             |
| Stuart Margolin    | Harry                     |
| Allen Ludden       | Anfitriã Game Show        |
| Robert Cornthwaite | Sr. Reed                  |
| Angela Greene      | Sra. Reed                 |
| Darrell Larson     | Eric                      |
| Nancy Bell         | Erica                     |
| Bert Conroy        | Sr. Karnovsky             |
| Dorothy Konrad     | Sra. Karnovsky            |
| John Fujioka       | Sr. Takaguchi             |
| Dana Lee (actriz)  | Assessor do Sr. Takaguchi |
| Alex Rodine        | Agente da KGB             |
| Judson Pratt       | Garçom                    |
| Andrew Masset      | Robô                      |
| James M. Connor    | Robô Clark                |
| Ray Holland        | Técnico chefe             |
| Mike Scott         | Steven                    |
| Ed Geldart         | Frenchy LaPorte           |
| David Perkins      | Técnico fantasia          |
| Charles Krohn      | Arthur Holcombe           |
| Barry Gilmore      | Guarda                    |
| Cathryn Hartt      | Secretária                |
| Barry Gremillion   | Page                      |
| Jim Everhart       | Shorty                    |
| Jan Cobler         | Recepcionista             |
| Howard Finch       | Repórter                  |
| Jim Antonio        | Ron Thurlow               |
| Nick Dimitri       | Robô pugilista            |